# Golek pri Vinici
Golek pri Vinici – wieś w Słowenii, w gminie Črnomelj. W 2018 roku liczyła 49 mieszkańców.